# Savannah State University
Die Savannah State University (SSU) ist die älteste staatliche historisch afroamerikanische Hochschule (HBCU) in Georgia.

## Geschichte
Nach Verabschiedung der Morrill-Gesetze am 30. August 1890 erfolgte am 26. November 1890 die Gründung der Universität als Land-grant University des Staates für afroamerikanische Studenten unter dem Namen Georgia State Industrial College for Colored Youths. In den ersten Monaten befand sich die Bildungseinrichtung in Athens, ehe sie ab dem 7. Oktober 1891 an ihre heutige Stelle in Savannah umzog. Unter dem ersten Rektor Richard R. Wright hatte sie im ersten Jahr fünf Fakultätsmitglieder und acht Studenten. 1928 wurden die High-School- und Normalschulprogramme beendet, sodass nur noch vierjährige Studienprogramme angeboten wurden. Mit Gründung und Beitritt zum University System of Georgia im Jahr 1932 erfolgte ein Namenswechsel zu Georgia State College. Eine weitere Umbenennung folgte 1950 in Savannah State College, ehe die Universität schließlich 1996 ihren heutigen Namen inklusive Universitäts-Status erhielt.

## Fachbereiche
Die Universität ist in fünf Fachbereiche gegliedert:
- College of Liberal Arts and Social Sciences
- College of Business Administration
- College of Sciences and Technology
- Pädagogik (College of Education)

## Zahlen zu den Studierenden
Im Herbst 2020 waren 3.488 Studierende eingeschrieben. Davon strebten 3.245 (93,0 %) ihren ersten Studienabschluss an, sie waren also undergraduates. Von diesen waren 61 % weiblich und 39 % männlich; 0 % bezeichneten sich als asiatisch, 82 % als schwarz/afroamerikanisch und 9 % als Hispanic/Latino. 243 (7,0 %) arbeiteten auf einen weiteren Abschluss hin, sie waren graduates.

## Sport
Die Hochschulmannschaften der Universität sind die Savannah State Tigers bzw. Savannah State Lady Tigers. Sie bestreiten ihre Wettkämpfe in der Southern Intercollegiate Athletic Conference.